# Nate Bowman
Pour les articles homonymes, voir Bowman.
Nathaniel « Nate » Bowman, né le 19 mars 1943 à Fort Worth, au Texas, décédé le 11 décembre 1984 à New York, est un ancien joueur américain de basket-ball. Il évolue durant sa carrière au poste de pivot.

## Palmarès
- Champion NBA 1970